# Tokoname, Aichi
Tokoname (常滑市 Tokoname-shi, Thường Hoạt thị) là một thành phố thuộc tỉnh Aichi, Nhật Bản.
Tính đến 2010, thành phố có dân số ước tính 54.719 và mật độ dân số 984 người/km². Tổng diện tích là 55,63 km².
Thành phố được thành lập ngày 1 tháng 4 năm 1954.

## Vùng
Seikai (青海 Thanh Hải), Onizaki (鬼崎 Quỷ Khi), Tokoname (常滑 Thường Hoạt), Nanryō (南陵 Nam Lăng).

## Kinh tế
Làm gốm là ngành công nghiệp truyền thống của thành phố.

## Người nổi tiếng
- Tanikawa Tetsuzo (nhà triết học, cha Tanikawa Shuntarō)
- Ishida Taizo (Công ty Motor Toyota)
- Morita Akio (Sony)